# ЗИЛ-111В
ЗИЛ-111В — советский кабриолет, появился в 1960 году.
ЗИЛ-111В использовался исключительно в особых случаях — на парадах, для праздничных эскортов и других торжественных мероприятий. Именно на нём 14 апреля 1961 года торжественно проехал по Москве Ю. А. Гагарин.
Прообразом советского автомобиля является американский Packard Caribbean, выпускавшийся с 1953 по 1955 год, тем не менее, инженерам ЗиЛа удалось привнести свои новаторские элементы: по их проекту автомобиль был сделан не двухдверным, а четырёхдверным, а комфортабельный салон стал более вместительным — в нём могло располагаться 7 человек.
Сборка осуществлялась вручную по заказу ГОН (Гаража особого назначения) для проведения торжественных мероприятий. Всего таких автомобилей сделано 12 штук, судьба шести из них неизвестна.

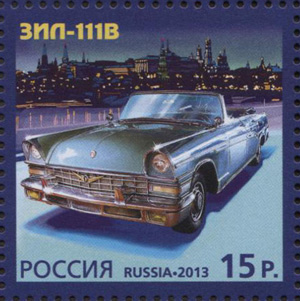
ЗИЛ-111В на марке России (2013)
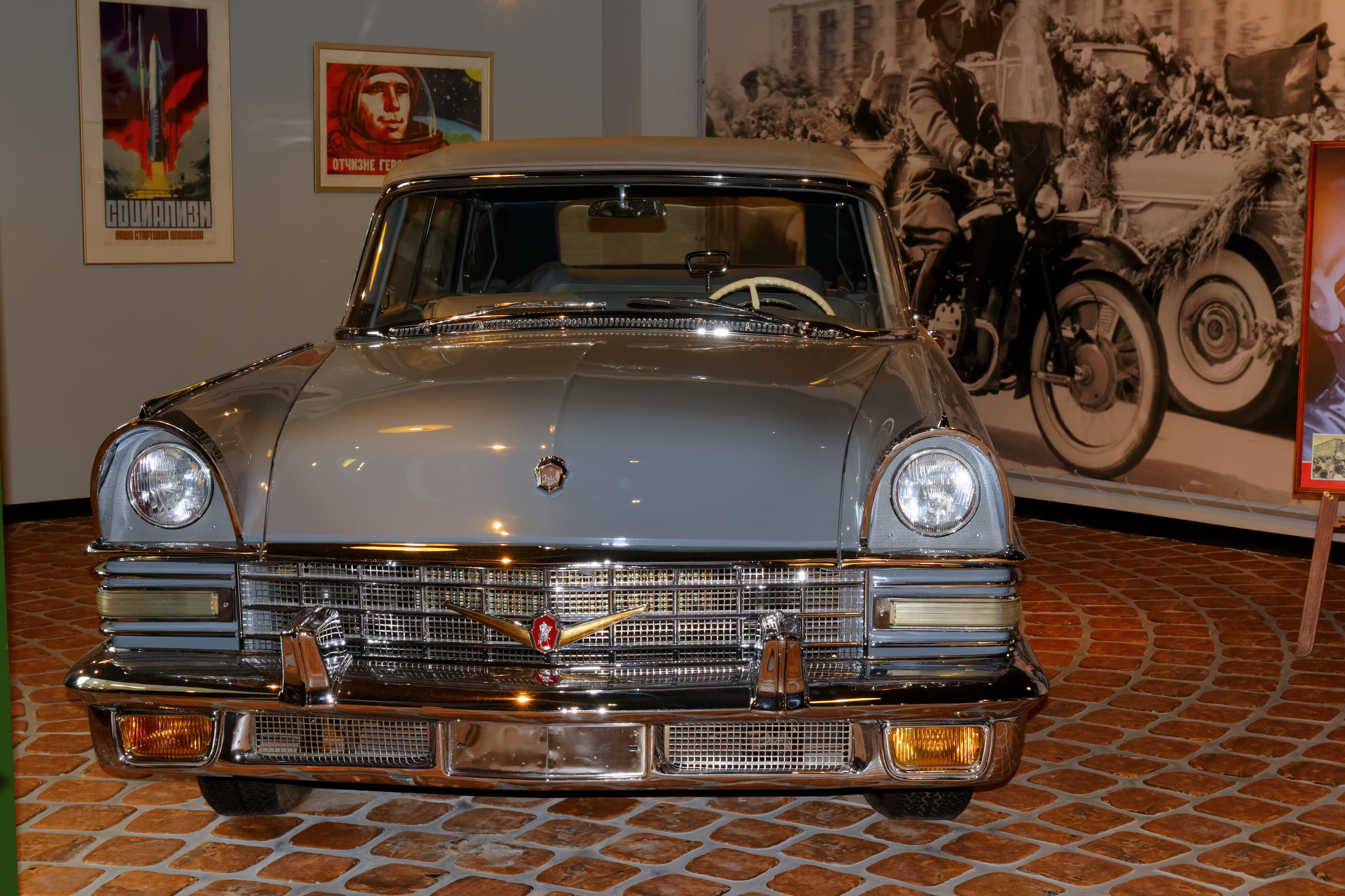
В музее техники Вадима Задорожного в Архангельском
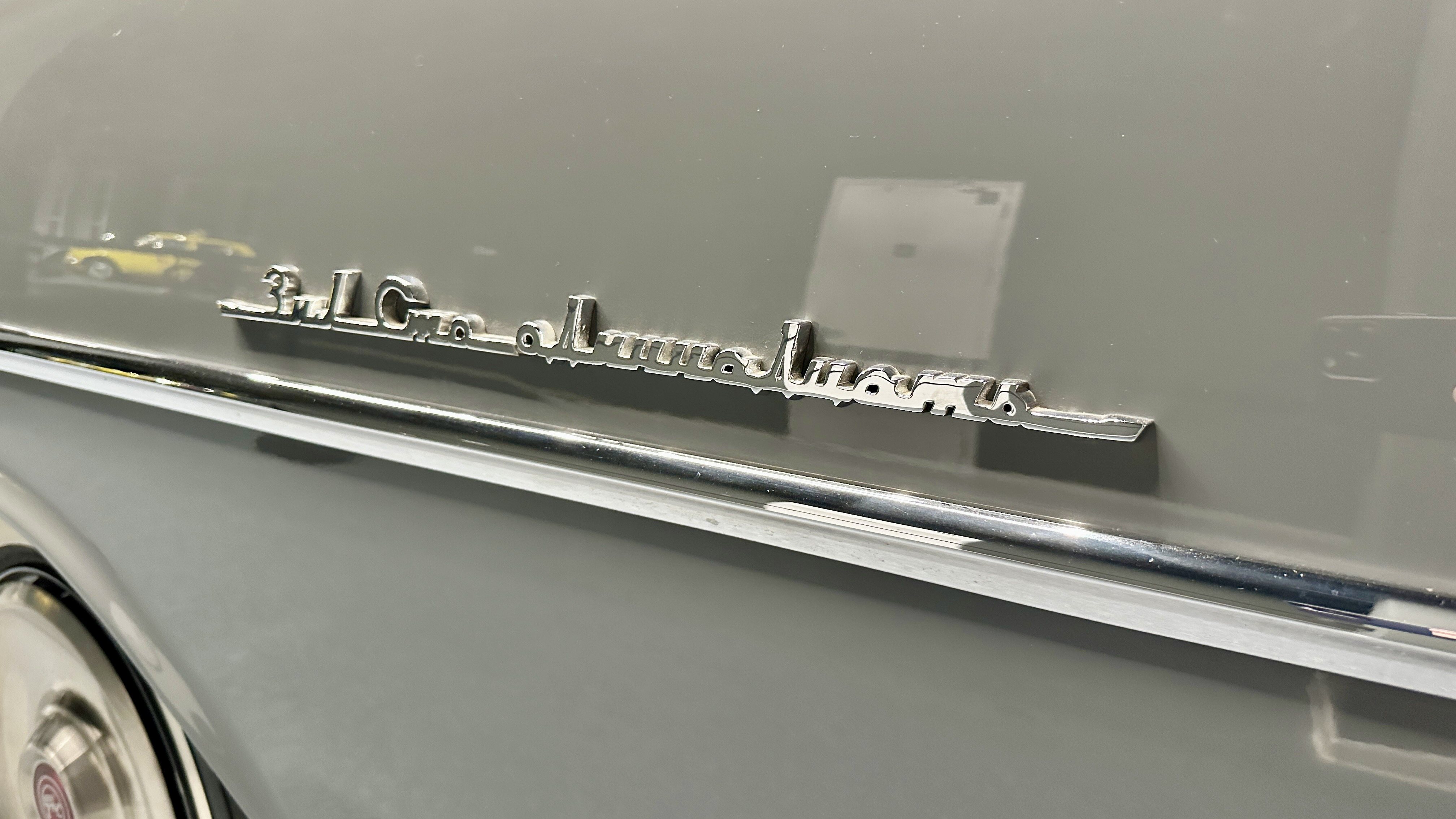
Логотип на автомобиле в музее автомобильной техники УГМК
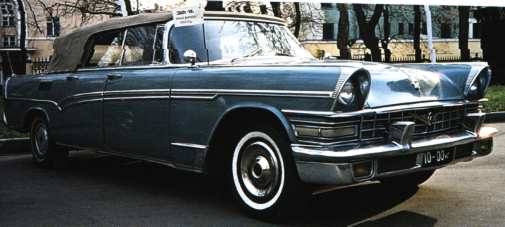
На автопробеге